# Cneo Claudio Severo Arabiano
Cneo o Gneo Claudio Severo Arabiano  (c.113-c.176) fue un político y militar romano que vivió en el siglo II y desarrolló su cursus honorum bajo los imperios de Adriano, Antonino Pío y Marco Aurelio.

## Orígenes y familia
De ascendencia póntica, nació y creció en Pompeyópolis,[cita requerida] una ciudad en la provincia romana de Galacia y era hijo del cónsul y primer gobernador romano de Arabia Pétrea, Cayo Claudio Severo, pero su madre es desconocida. 

## Formación y carrera
Cuando Severo llegó a Roma durante el reinado del emperador Adriano, se había convertido en un mentor de filosofía y un maestro para los nobles romanos. Entre sus estudiantes estaba el futuro emperador Marco Aurelio, de quien se había hecho amigo.
En Roma, Severo asumió la reputación de hombre de espíritu y de gran maestro filósofo. Fue seguidor de la filosofía peripatética y más tarde se desempeñó como cónsul ordinario en 146 con Sexto Erucio Claro,  bajo Antonino Pío.

## Descendencia
Tuvo un hijo llamado Cneo Claudio Severo. Severo era evidentemente un político con un profundo interés en la filosofía política, como lo demuestra la opinión de Marco Aurelio sobre él en las Meditaciones:

De mi hermano Severo: el amor a la familia, a la verdad y la justicia; el haber conocido, gracias a él, a Trasea, Helvidio, Catón, Dion, Bruto; el haber concebido la idea de una constitución basada en la igualdad ante la ley, regida por la equidad y la libertad de expresión igual para todos, y de una realeza que honra y respeta, por encima de todo, la libertad de sus súbditos. De él también: la uniformidad y constante aplicación al servicio de la filosofía; la beneficencia y generosidad constante; el optimismo y la confianza en la amistad de los amigos; ningún disimulo para con los que merecían su censura; el no requería que sus amigos conjeturaran qué quería o qué no quería, pues estaba claro.